# António Barreto
António Miguel de Morais Barreto GCC • GCL (Porto, Foz do Douro, 30 de outubro de 1942) é um cientista social, político e cronista português.

## Biografia

### Percurso académico e profissional
Embora nascido no Porto, mudou-se em criança para Vila Real, onde viveu até finalizar os estudos liceais. 
Admitido na Faculdade de Direito da Universidade de Coimbra, permaneceu nesta cidade até 1963. 
No mesmo período foi ator do CITAC - Círculo de Iniciação Teatral da Academia de Coimbra, e desenvolveu a sua consciência política.
Pouco depois deixava os estudos de Direito, partindo para a Suíça, onde se estabeleceu em 1963.  
Neste país, viria a licenciar-se em Economia Social, pela Universidade de Genebra, no ano de 1968. 
Findo o curso, foi assistente da mesma universidade, até 1970, ano em que passou a dedicar-se exclusivamente à investigação, integrando o Instituto de Pesquisas das Nações Unidas para o Desenvolvimento Social. Fez parte desse Instituto desde 1969 até 1974. 
Em 1985 voltaria à Universidade de Genebra para realizar o doutoramento em Sociologia. A sua tese intitula-se L’État et la société civile au Portugal: révolution et réforme agraire en Alentejo, 1974-1976, e encontra-se publicada em Portugal desde 1986. 
Regressado a Portugal no período da Revolução de 25 de Abril de 1974, tornou-se investigador no Gabinete de Estudos Rurais da Universidade Católica Portuguesa, função que desempenhou até 1982. Nesse ano, ingressou no Instituto de Ciências Sociais da Universidade de Lisboa, onde se manteve até à jubilação, em 2009.
Concomitantemente, foi professor de disciplinas de Sociologia na Faculdade de Ciências Sociais e Humanas e na Faculdade de Direito da Universidade Nova de Lisboa, tendo feito parte da Comissão Instaladora desta última.
Foi vogal do Conselho de Administração do Instituto Nacional de Estatística.
Em 2009, por designação de Alexandre Soares dos Santos, assumiu a presidência do Conselho de Administração da Fundação Francisco Manuel dos Santos, onde criou o portal de informação estatística Pordata. Manteve-se nesse cargo até 2014.
Autor de vasta bibliografia, dedicou a sua investigação aos temas da emigração, do socialismo e da reforma agrária, evolução da sociedade portuguesa, indicadores sociais, justiça, regionalização, Estado e Administração Pública, Estado Providência, comportamentos políticos e retrato da região do Entre Douro e Minho.
Na televisão, assinou a série de documentários Portugal, um retrato social, realizada por Joana Pontes (RTP, 2006), e dedicou-se ao comentário político em Regra do Jogo, com José Miguel Júdice (SIC Notícias, 2006-2008). 
Foi cronista do jornal Público a partir de 1991. Atualmente, escreve no Diário de Notícias uma coluna semanal ao domingo.
Em 2012, protagonizou uma campanha publicitária do supermercado Pingo Doce.
Defende o direito ao discurso de ódio na Internet.

### Percurso político
Foi militante do Partido Comunista Português, entre 1963 e 1968. 
Aderiu, após o 25 de abril de 1974, mais precisamente em dezembro desse ano, ao Partido Socialista. 
Eleito deputado à Assembleia Constituinte, no ano seguinte, em 1975, seria membro do VI Governo Provisório (Pinheiro de Azevedo), como Secretário de Estado do Comércio Externo, e do I Governo Constitucional (Mário Soares), como Ministro do Comércio e Turismo, primeiro, e da Agricultura e Pescas, depois.
O seu ministério irá lidar com a Reforma Agrária Portuguesa, então em curso, e no âmbito da qual haviam sido ocupados e expropriados cerca de um milhão de hectares, correspondentes a três a quatro milhares de empresas agrícolas e a perto de um milhar e meio de proprietários, grupos ou famílias de proprietários.
Do seu gabinete sairia uma nova legislação — conhecida como a «Lei Barreto» — visando redefinir o caminho da Reforma, procurando contrariar o modelo de expropriação e concentração que vinha sendo seguido pela extrema-esquerda  pelo PCP. 
Afastou-se do PS para apoiar o projeto da Aliança Democrática, liderado por Francisco Sá Carneiro, com o efémero Movimento dos Reformadores, criado com José Medeiros Ferreira e Francisco Sousa Tavares, em 1978.
Em 1985, apoiou Mário Soares, no MASP I (Primeiro Movimento de Apoio Soares à Presidência) para as eleições presidenciais portuguesas de 1986.
Na legislatura de 1987 a 1991, foi de novo deputado à Assembleia da República, pelo PS, estrutura da qual se afastou definitivamente na década de 1990.

### Distinções honoríficas e prémios
A 8 de junho de 2012, foi agraciado pelo Presidente Aníbal Cavaco Silva com a Grã-Cruz da Ordem Militar de Nosso Senhor Jesus Cristo. A 5 de outubro de 2017, foi agraciado com a Grã-Cruz da Ordem da Liberdade pelo Presidente Marcelo Rebelo de Sousa.
Recebeu o Prémio Montaigne, atribuído pela Fundação Alfred Toepfer e pela Universidade de Tübingen, em 2004.
Foi eleito membro Academia das Ciências de Lisboa em 2008.

## Funções governamentais exercidas
- I Governo Constitucional
  - Ministro do Comércio e Turismo
  - Ministro da Agricultura e Pescas

## Família
É o terceiro de sete filhos de Manuel da Costa Pinto Barreto (Peso da Régua, 17 de dezembro de 1907 – Porto, 21 de dezembro de 1981) e de sua mulher (Vila Real, Folhadela, 15 de setembro de 1938) Maria do Céu de Morais Taborda (Porto, 7 de maio de 1912 – Porto, 5 de março de 1980), neta materna do 1.º Barão de Gouvinhas e sobrinha-neta materna do 1.º Visconde de Morais, que recusou o título de Conde de Morais, uma família com reminiscências fidalgas, católica e apoiante da monarquia.
É casado, em segundas núpcias, com a socióloga Maria Filomena Mónica.